# ŽNK Rijeka
Der ŽNK Rijeka (ŽNK Rijeka-Jack Pot) ist ein kroatischer Frauenfußballverein aus Rijeka.

## Geschichte
Der Verein wurde am 27. August 1998 gegründet. Sie stiegen 2007 in die 1. HNLŽ auf. Sie konnten sich schnell etablieren und erreichten in der Saison 2010/11 mit dem 2. Platz ihren bisher größten Erfolg. Zwischen 2009 und 2011 erreichten sie dreimal in Folge das Pokalfinale, verloren diese immer deutlich gegen den Seriensieger ŽNK Osijek.